# 15817 Lucianotesi
15817 Lucianotesi è un asteroide near-Earth. Scoperto nel 1994, presenta un'orbita caratterizzata da un semiasse maggiore pari a 1,3246875 UA e da un'eccentricità di 0,1181569, inclinata di 13,87099° rispetto all'eclittica.